# مورلای سوماه
مورلای سوماه (انگلیسی: Morlaye Soumah؛ زادهٔ ۴ نوامبر ۱۹۷۱) بازیکن فوتبال اهل گینه بود.
از باشگاه‌هایی که در آن بازی کرده است می‌توان به باشگاه فوتبال باستیا و باشگاه فوتبال والنسین اشاره کرد.
وی همچنین در تیم ملی فوتبال گینه بازی کرده است.